# División Profesional 2021
La División Profesional 2021 (nota anche come Copa de Primera TIGO-Visión Banco 2021 per ragioni di sponsorizzazione), è stata l'87ª edizione del massimo livello del campionato di calcio paraguaiano. Al campionato (che ha preso avvio il 5 febbraio 2021 e che si è concluso il 5 dicembre 2021) hanno preso parte 10 squadre.
Come da tradizione, il campionato paraguayano ha attribuito due titoli nazionali. Ad aggiudicarsi il Torneo Apertura è stato il Libertad (il 25° della sua storia), mentre a vincere il Torneo Clausura è stato il Cerro Porteño (il 34° dalla sua fondazione).

## Formato
A differenza della scorsa stagione, nessuna squadra è stata promossa dalla divisione inferiore, a causa del blocco della División Intermedia nella stagione 2020 a causa della pandemia di COVID-19. Il campionato è stato dunque disputato da 10 squadre. Come da tradizione, la stagione ha visto la disputa di due tornei separati, il Torneo Apertura ed il Torneo Clausura, entrambi svoltisi con un girone di andata e ritorno.
Al termine del campionato si sono stilate due speciali classifiche. La tabla acumulada ha tenuto conto dei risultati di ogni squadra nei due tornei Apertura e Clausura, e ha avuto lo scopo di determinare le squadre qualificate alle coppe internazionali. La tabla de descenso ha lo scopo di determinare le squadre retrocesse.

### Qualificazione alle coppe intercontinentali
Ai fini della determinazione delle squadre partecipanti alle coppe intercontinentali (Coppa Libertadores 2021 e Coppa Sudamericana 2021) si viene a determinare una tabla anual che somma i punti ottenuti dalle dodici squadre partecipanti nei tornei di Apertura e Clausura.

#### Coppa Libertadores
Per la Coppa Libertadores 2022 si sono qualificate quattro squadre.
- la squadra vincitrice di un torneo meglio classificata nella tabla acumulada:  Cerro Porteño (PAR 1).
- la squadra vincitrice di un torneo peggio classificata nella tabla acumulada:  Libertad (PAR 2)
- la miglior squadra classificata nella tabla anual ad esclusione delle due precedenti:   Guaraní (PAR 3);
- la seconda squadra miglior classificata nella tabla anual ad esclusione delle squadre comprese nel primo punto:  Olimpia (PAR 4).

#### Coppa Sudamericana
Per la Coppa Sudamericana 2022 si sono qualificate tre squadre:
- la miglior squadra classificata nella tabla anual ad esclusione di quelle classificatesi per la Coppa Libertadores:  Nacional (PAR 1);
- la successiva seconda miglior squadra classificata nella tabla anual ad esclusione di quelle classificatesi per la Coppa Libertadores:  Guaireña (PAR 2);
- la finalista della Coppa Paraguay 2021:  Sol de América (PAR 3);
- la squadra campione della División Intermedia 2021:  General Caballero (PAR 4).

## Squadre partecipanti
| Club           | Città       | Stadio               |
| -------------- | ----------- | -------------------- |
| 12 de Octubre  | Itauguá     | Luis Alberto Salinas |
| Cerro Porteño  | Asunción    | General Pablo Rojas  |
| Guaireña       | Villarrica  | Parque del Guairá    |
| Guaraní        | Asunción    | Rogelio Livieres     |
| Libertad       | Asunción    | Dr. Nicolás Leoz     |
| Nacional       | Asunción    | Arsenio Erico        |
| Olimpia        | Asunción    | Manuel Ferreira      |
| River Plate    | Asunción    | River Plate          |
| Sol de América | Villa Elisa | Luis Alfonso Giagni  |
| Sp. Luqueño    | Luque       | Feliciano Cáceres    |

## Allenatori e primatisti
| Squadra        | Allenatore | Più presenze          | Capocannoniere (tra parentesi il numero dei gol segnati) |
| -------------- | --- | --------------------- | -------------------------------------------------------- |
| 12 de Octubre  | Pedro Sarabia (tutte) | José Ariel Núñez (33) | José Ariel Núñez (9)                                     |
| Cerro Porteño  | Francisco Arce (tutte) | Claudio Aquino (32)   | Robert Morales (13)                                      |
| Guaireña       | Troadio Duarte (tutte) | Rosalino Toledo (32)  | José Verdún (8)                                          |
| Guaraní        | Gustavo Costas (1A-15A) Fernando Jubero (1C-...)                                                                                | 2 giocatori (34)      | Fernando Fernández (12)                                  |
| Libertad       | Daniel Garnero (1A-...) | 2 giocatori (30)      | Óscar Cardozo (12)                                       |
| Nacional       | Hernán Rodrigo López (tutte) | Santiago Rojas (35)   | Leonardo Villagra (14)                                   |
| Olimpia        | Néstor Gorosito (1A-8A) Sergio Órteman (9A-5C) Enrique Landaida (6C-8C) Álvaro Gutiérrez (9C-11C) Julio César Cáceres (12C-...) | Alfredo Aguilar (31)  | Alejandro Silva (10)                                     |
| River Plate    | Mario Jara (1A-7A) Enrique Landaida (8A-12A) Celso Ayala (13A-12C) Iván Almeida (13C-...)                                       | Gustavo Giménez (29)  | Pablo Zeballos (29)                                      |
| Sol de América | Celso Ayala (1A-3A) Gustavo Florentín (4A-9A) Ever Hugo Almeida (10A-14A) Iván Almeida (15A) Juan Pablo Pumpido (1C-...)        | Luís Leal (24)        | Chico (8)                                                |
| Sp. Luqueño    | Luis Escobar (1A-14A) Gilberto Fleitas (15A) Alfredo Berti (1C-8C) Badayco Maciel (9C-18C) Miguel Ángel Zahzú (Playout)         | Enrique Borja (34)    | Enrique Borja (9)                                        |

## Torneo Apertura
Il Torneo Apertura è stato intitolato alla memoria del 100º anniversario dalla fondazione dello Sportivo Luqueño.

### Classifica
| Pos. | Squadra        | Pt | G  | V  | N | P  | GF | GS | DR  |
| ---- | -------------- | -- | -- | -- | - | -- | -- | -- | --- |
| 1.   | Libertad       | 38 | 18 | 12 | 2 | 4  | 36 | 15 | +21 |
| 2.   | Olimpia        | 33 | 18 | 10 | 3 | 5  | 34 | 23 | +11 |
| 3.   | Nacional       | 30 | 18 | 8  | 6 | 4  | 26 | 19 | +7  |
| 4.   | Cerro Porteño  | 28 | 18 | 8  | 4 | 6  | 24 | 22 | +2  |
| 5.   | Guaireña       | 26 | 18 | 6  | 8 | 4  | 20 | 14 | +6  |
| 6.   | Guaraní        | 25 | 18 | 7  | 4 | 7  | 24 | 27 | -3  |
| 7.   | 12 de Octubre  | 22 | 18 | 5  | 7 | 6  | 20 | 25 | -5  |
| 8.   | Sp. Luqueño    | 18 | 18 | 5  | 3 | 10 | 19 | 29 | -10 |
| 9.   | Sol de América | 14 | 18 | 3  | 5 | 10 | 18 | 28 | -10 |
| 10.  | River Plate    | 12 | 18 | 2  | 6 | 10 | 13 | 32 | -19 |

Legenda:
      Squadra campione del Torneo Apertura e classificata alla Coppa Libertadores 2021 (fase a gironi).
Note:
Fonte: APF
Tre punti a vittoria, uno a pareggio, zero a sconfitta.
A parità di punti valgono i seguenti criteri: 1) spareggio (solo per determinare la squadra vincente del campionato); 2) differenza reti; 3) gol segnati; 4) gol segnati in trasferta; 5) sorteggio.

### Risultati

#### Girone di andata
| Sp. Luqueño    | 3 - 1 | Guaireña      | 5.2.2021 | River Plate   | 1 - 4 | Club Guaraní   | 9.2.2021  | Club Guaraní   | 2 - 1 | 12 de Octubre | 14.2.2021 |
| Club Guaraní   | 2 - 2 | Nacional      | 6.2.2021 | Nacional      | 1 - 0 | Sol de América | 10.2.2021 | Sp. Luqueño    | 0 - 3 | Nacional      | 14.2.2021 |
| 12 de Octubre  | 2 - 2 | River Plate   | 6.2.2021 | Cerro Porteño | 1 - 0 | Sp. Luqueño    | 10.2.2021 | Olimpia        | 0 - 0 | Guaireña      | 15.2.2021 |
| Sol de América | 1 - 3 | Cerro Porteño | 7.2.2021 | 12 de Octubre | 0 - 2 | Olimpia        | 11.2.2021 | Sol de América | 1 - 1 | River Plate   | 15.2.2021 |
| Olimpia        | 0 - 1 | Libertad      | 7.2.2021 | Guaireña      | 1 - 0 | Libertad       | 24.2.2021 | Libertad       | 2 - 1 | Cerro Porteño | 16.2.2021 |

| River Plate   | 1 - 0 | Sp. Luqueño    | 19.2.2021 | Sp. Luqueño    | 1 - 0 | 12 de Octubre | 26.2.2021 | River Plate    | 0 - 1 | Guaireña      | 5.3.2021 |
| 12 de Octubre | 0 - 5 | Sol de América | 20.2.2021 | Sol de América | 1 - 3 | Club Guaraní  | 27.2.2021 | 12 de Octubre  | 2 - 1 | Libertad      | 5.3.2021 |
| Club Guaraní  | 0 - 3 | Olimpia        | 21.2.2021 | Olimpia        | 2 - 0 | Cerro Porteño | 28.2.2021 | Nacional       | 2 - 0 | Cerro Porteño | 6.3.2021 |
| Cerro Porteño | 2 - 2 | Guaireña       | 21.2.2021 | Guaireña       | 1 - 0 | Nacional      | 1.3.2021  | Sol de América | 0 - 2 | Olimpia       | 6.3.2021 |
| Nacional      | 0 - 3 | Libertad       | 22.2.2021 | Libertad       | 2 - 1 | River Plate   | 1.3.2021  | Club Guaraní   | 0 - 1 | Sp. Luqueño   | 7.3.2021 |

| Guaireña      | 0 - 0 | 12 de Octubre  | 9.3.2021  | 12 de Octubre  | 0 - 2 | Cerro Porteño | 13.3.2021 | Nacional      | 1 - 1 | 12 de Octubre  | 20.3.2021 |
| Cerro Porteño | 3 - 0 | River Plate    | 9.3.2021  | River Plate    | 0 - 0 | Nacional      | 13.3.2021 | Cerro Porteño | 2 - 1 | Club Guaraní   | 21.3.2021 |
| Olimpia       | 1 - 4 | Nacional       | 10.3.2021 | Sol de América | 0 - 2 | Libertad      | 13.3.2021 | Olimpia       | 5 - 1 | River Plate    | 21.3.2021 |
| Sp. Luqueño   | 0 - 0 | Sol de América | 10.3.2021 | Club Guaraní   | 0 - 3 | Guaireña      | 14.3.2021 | Guaireña      | 2 - 2 | Sol de América | 22.3.2021 |
| Libertad      | 1 - 1 | Club Guaraní   | 28.3.2021 | Sp. Luqueño    | 4 - 2 | Olimpia       | 15.3.2021 | Libertad      | 2 - 0 | Sp. Luqueño    | 22.3.2021 |

#### Girone di ritorno
| River Plate   | 0 - 2 | 12 de Octubre  | 1.4.2021 | Sol de América | 1 - 2 | Nacional      | 10.4.2021 | Guaireña      | 1 - 2 | Olimpia        | 17.4.2021 |
| Nacional      | 2 - 0 | Club Guaraní   | 2.4.2021 | Olimpia        | 2 - 2 | 12 de Octubre | 10.4.2021 | 12 de Octubre | 1 - 1 | Club Guaraní   | 17.4.2021 |
| Guaireña      | 3 - 0 | Sp. Luqueño    | 3.4.2021 | Sp. Luqueño    | 3 - 3 | Cerro Porteño | 11.4.2021 | Nacional      | 1 - 0 | Sp. Luqueño    | 17.4.2021 |
| Libertad      | 0 - 1 | Olimpia        | 3.4.2021 | Libertad       | 2 - 1 | Guaireña      | 11.4.2021 | River Plate   | 0 - 2 | Sol de América | 17.4.2021 |
| Cerro Porteño | 1 - 0 | Sol de América | 4.4.2021 | Club Guaraní   | 2 - 0 | River Plate   | 12.4.2021 | Cerro Porteño | 0 - 3 | Libertad       | 18.4.2021 |

| Sol de América | 0 - 3 | 12 de Octubre | 23.4.2021 | Nacional      | 1 - 3 | Guaireña       | 30.4.2021 | Sp. Luqueño   | 1 - 2 | Club Guaraní   | 8.5.2021 |
| Olimpia        | 2 - 1 | Club Guaraní  | 24.4.2021 | 12 de Octubre | 1 - 0 | Sp. Luqueño    | 30.4.2021 | Cerro Porteño | 2 - 2 | Nacional       | 8.5.2021 |
| Guaireña       | 0 - 1 | Cerro Porteño | 25.4.2021 | Cerro Porteño | 2 - 0 | Olimpia        | 1.5.2021  | Olimpia       | 3 - 3 | Sol de América | 9.5.2021 |
| Libertad       | 1 - 1 | Nacional      | 25.4.2021 | Club Guaraní  | 2 - 0 | Sol de América | 2.5.2021  | Libertad      | 3 - 1 | 12 de Octubre  | 9.5.2021 |
| Sp. Luqueño    | 2 - 2 | River Plate   | 26.4.2021 | River Plate   | 1 - 3 | Libertad       | 3.5.2021  | Guaireña      | 0 - 0 | River Plate    | 9.5.2021 |

| Sol de América | 0 - 2 | Sp. Luqueño   | 15.5.2021 | Guaireña      | 0 - 0 | Club Guaraní   | 21.5.2021 | Sol de América | 0 - 0 | Guaireña      | 28.5.2021 |
| 12 de Octubre  | 1 - 1 | Guaireña      | 15.5.2021 | Libertad      | 1 - 2 | Sol de América | 22.5.2021 | Club Guaraní   | 2 - 0 | Cerro Porteño | 28.5.2021 |
| River Plate    | 1 - 1 | Cerro Porteño | 16.5.2021 | Cerro Porteño | 0 - 1 | 12 de Octubre  | 23.5.2021 | Sp. Luqueño    | 1 - 3 | Libertad      | 29.5.2021 |
| Club Guaraní   | 1 - 6 | Libertad      | 16.5.2021 | Olimpia       | 4 - 1 | Sp. Luqueño    | 23.5.2021 | River Plate    | 1 - 2 | Olimpia       | 30.5.2021 |
| Nacional       | 2 - 1 | Olimpia       | 17.5.2021 | Nacional      | 0 - 1 | River Plate    | 23.5.2021 | 12 de Octubre  | 2 - 2 | Nacional      | 30.5.2021 |